# 伊米·埃里克松
伊米·埃里克松（瑞典語：Jimmie Ericsson，1980年2月22日—），瑞典男子冰球运动员。他曾代表瑞典参加2014年冬季奥林匹克运动会冰球比赛，获得一枚银牌。弟弟约纳坦同样是冰球选手。